# شهرستان موصل
شهرستان موصل (به عربی: قضاء الموصل) یک منطقهٔ مسکونی در عراق است که در استان نینوا واقع شده‌است. شهرستان موصل ۴٬۴۷۱ کیلومتر مربع مساحت و ۱٬۴۳۲٬۲۳۰ نفر جمعیت دارد.